# Science Publishing Group
Science Publishing Group (SPG ou SciencePG) est un éditeur en libre accès de revues et de livres universitaires créé en 2012. Son site internet indique une adresse à New York  mais le "groupe" est en fait basé au Pakistan. 
Il a été critiqué pour ses pratiques d'édition prédatrices,,, voire comme une arnaque ne cherchant pas à filtrer la junk science. En 2019, il présentait 430 revues dans divers domaines.
SPG utilise un modèle de publication en libre accès Gold qui facture les auteurs. Le site internet du groupe affirme que les articles sont évalués par des experts scientifiques avant leur publication.

## Critique des pratiques éditoriales
La société a été critiquée pour ses publications prédatrices en libre accès,,.
Dans une expérience, la professeure d'université Fiona McQuarrie a soumis un article au International Journal of Astrophysics and Space Science du Science Publishing Group, en utilisant les pseudonymes « Maggie Simpson » et « Edna Krabappel » (personnages de la série de dessins animés Les Simpson ). Bien que l'article ait été généré par le programme informatique SCIgen et qu'il soit absurde, il a été accepté pour publication. 
Le bibliothécaire Jeffrey Beall, créateur d'une liste d'éditeurs prédateurs en libre accès, cite un article absurde dans l'American Journal of Applied Mathematics, contenant une prétendue preuve du karma bouddhiste.
Science Publishing Group a aussi été cité plus directement non seulement comme une revue prédatrice mais aussi comme une arnaque, utilisant plus de 200 pseudo-publications comme American Journal of Applied Mathematics ou International Journal of Transportation Engineering and Technology,. 
L'éditeur utilise des techniques d'arnaque comme l'emailing agressif (campagnes de spam) avec des caractères remplacés (α pour a, par exemple) ou des invitations à publier en échange d'un paiement afin de tromper les érudits peu méfiants,. Pour ces raisons, le groupe est indexé par Jeffrey Beall dans sa liste de Beall en tant que revue prédatrice.